# Дивич (Зворник)
Дивич је насељено мјесто у граду Зворник, Република Српска, БиХ. Према попису становништва из 2013. у насељу је живјело 930 становника.

## Географија
Налази се на 160-525 метара надморске висине, површине 1,62 км2, удаљено око 3 км од градског центра. Сједиште је истоимене мјесне заједнице. Збијеног је типа. Смјештено је у подножју брда Млађевац, на полуострву
окруженом водом Зворничког језера. На подручју села постоји пет извора (Бунарић, Добра, Карлишек, Коњска и Хаџина вода).

## Историја
На локалитету Ограда откривени су остаци римске утврде, која се састојала од осматрачнице и зграде за смјештај страже. Жртвеник с посветом Јупитеру указује на то да је ту боравило одјељење неке римске кохорте. Када је почетком осамдесетих година XIX вијека започета изградња пута Зворник-Сарајево, село Дивич је, по налогу аустроугарских власти, премјештено на локалитет Ада, односно садашњу локацију, јер је већина кућа у насељу била на траси пута. Остало је само неколико кућа на брду изнад локалитета Бијеле воде (Табаци) и хан испод цесте, који се задржао до Другог свјетског рата. Дивич је имао чаршију са дућанима, која се налазила уз главни друм. Овај дио Дивича звао се Вакуф, и између два свјетска рата имао је седам дућана, хан, двије кафане, трафику, двије пекаре и месницу. Послије 1918. до педесетих година ХХ вијека, готово сви Дивичани бавили су се сплаварењем. Радили су као најамна радна снага код богатих предузетника. На средини Дрине код Дивича су се налазила велике стене, које су локално називане Бремена а сплавари су их звали "Стене смрти". До изградње ХЕ "Зворник" (1955), Дрина је заобилазила Дивич у великом луку, а на мјесту на коме је сада брана електране била је 1905-1952. дивичка воденица. До изградње електране готово све куће у Дивичу биле су покривене шиндром ("пармакуше").
Основна школа почела је да ради 1945, а 2014. радила је као петогодишња у саставу ОШ "Свети Сава", Зворник. Према предању, од средине XVI вијека у селу је постојала џамија, која је због дотрајалости срушена 1935, а на њеном мјесту је 1936. саграђена нова. Та џамија страдала је 1992, а обновљена је 2011. године. У атару села налази се муслиманско гробље, са доста старих нишана, међу којима се величином истиче нишан Татар-хана. У близини се налази и турбе звано Турбе-текија. Током ратних сукоба у Босни насељу је промењено име у Свети Стефан.

## Спорт
Први фудбалски клуб, под именом "Сплавар", формиран је 1947. године. Четири године касније промијенио је име у ФК "Сонда", а са изградњом хидроелектране, постао је ФК "Турбина". Фудбалски клуб "Младост" основан је 1971, а средином седамдесетих година изграђено је фудбалско игралиште. Клуб је угашен 1992, а обновио је рад 2006. године. Бродарска друштво, у којем су били заступљени мотонаутика, једриличарство, скијање на води и кајакаштво, основано је 1971. године. До 1992. сваке године организовало је такмичење у спортовима на води. На Зворничком језеру у Дивичу 2002. одржано је државно првенство БиХ у кајаку и кануу на мирним водама, а 2007. међународно клупско првенство. На стијени изнад Зворничког језера постоји хотел. У селу дјелује огранак КУД-а "Препород", Зворник. Село је добило електричну енергију 1950, водовод и канализацију 1970, а телефонске прикључке 1986. године.

## Становништво
Дивич је 1879. имао 127 домаћинстава и 489 становника (муслимана) ; 1910. - 479 становника; 1948. - 796; 1971. - 1.183; 1991. - 1.388 (1.358 Муслимана, по пет Срба и Југословена, четири Хрвата и 16 из реда осталих); 2013. - 229 домаћинстава и 637 становника. Бројније бошњачке породице су: Атлић, Бајић, Бикић, Ђихић, Ефендић, Кавазбашић, Капиџић, Куљанин, Мусић, Окановић, Пашић, Пезеровић, Ћармехић, Узунић, Халиловић, Хаџиавдић,
Хаџиефендић, Шрндић. Према породичним предањима, становништво је поријеклом из Ваљева, Ужица, Соколске нахије и Херцеговине. У Другом свјетском рату погинуло је 16 цивила. Са десне стране пута Зворник-Власеница 1957. подигнута је спомен-чесма погинулим борцима НОВЈ и цивилима овог краја. У Одбрамбено-отаџбинском рату 1992-1995. страдало је 57 мјештана
| Националност       | 2013. | 1991.          | 1981.          | 1971.          |
| Муслимани          |       | 1.360 (97,98%) | 1.259 (98,66%) | 1.170 (98,90%) |
| Срби               |       | 4 (0,28%)      | 1 (0,07%)      | 4 (0,33%)      |
| Хрвати             |       | 4 (0,28%)      | 0              | 0              |
| Југословени        |       | 7 (0,50%)      | 14 (1,09%)     | 1 (0,08%)      |
| остали и непознато |       | 13 (0,93%)     | 2 (0,15%)      | 8 (0,67%)      |
| Укупно             | 930   | 1.388          | 1.276          | 1.183          |

| Демографија | Демографија | Демографија |
| Година      | Становника  | Становника  |
| ----------- | ----------- | ----------- |
| 1879.       | 489         |             |
| 1910.       | 479         |             |
| 1948.       | 796         |             |
| 1953.       | 863         |             |
| 1961.       | 1.032       |             |
| 1971.       | 1.183       |             |
| 1981.       | 1.276       |             |
| 1991.       | 1.388       |             |
| 2013.       | 930         |             |